# Инкское право
Инкское право или Законы Инков — правовая система, возникшая на основе Андских культур и развивавшаяся вплоть до падения Империи Инков в 1533 году, затем в Новоинкском государстве в Вилькабамбе до 1572 года, и просуществовавшая несколько десятилетий (а в отдельных случаях и несколько столетий) после испанской конкисты, благодаря как специфике высокогорных обществ, где европейские порядки вызывали возмущения местных жителей, так и отлаженной системе исполнения.
Законы Инков сохранились только в отрывках, но их содержание известно из многочисленных испанских колониальных источников, составленных по изустной традиции. Законы регистрировались и «записывались» отдельными чиновниками в кипу, и другими чиновниками — глашатаями — провозглашались на одной из площадей столицы империи Куско — Римак. Инкское право характеризуется высокой степенью строгости в вопросах применения наказания — в большинстве случаях смертной казнью, результатом чего являлось практически полное отсутствие некоторых видов преступлений среди индейцев (мелкого воровства, грабежей, коррупции, убийств), чем восхищались испанские чиновники, миссионеры и солдаты. Правда, это косвенно может говорить о тоталитарном и командно-административном характере управления государства Инками.

## Исторические источники
Основными историческими источниками являются хроники испанских и перуанских историков, доклады испанских колониальных чиновников, миссионеров, солдат и полководцев. Главные из них составлены такими авторами или группами авторов (в хронологическом порядке):
- «Сообщение кипукамайоков» (1551) — один из первых документов, описывающих ряд законов Инков. Составлено на основе сведений кипукамайоков — знатоков кипу. Одним из переводчиков с языка кечуа выступил Хуан де Бетансос.[2]
- Хуан де Бетансос (1551) — солдат и переводчик индейских языков (кечуа); он приводит законы, касающиеся криминального и семейного права.[3]
- Сьеса де Леон, Педро де («Хроника Перу», 1553) — солдат и священник, приводящий широкий спектр законов, относительно религии и культа, управления государством, криминальное и семейное право в своих огромных по объёму книгах.[4]
- Сантильан, Фернандо де (1555) — юрист и историк, епископ Чаркаса. Один из основных авторов по вопросам Инкского права; составил официальный доклад об истории Инков, в частности описывающий административное устройство империи Инков, их законы и систему податей. Автор известной «Подати Сантильана» (es:Tasa de Santillán), внедрённой в 1558 году в Чили, регулировавшей отношения между испанцами и мапуче.[5]
- Матьенсо, Хуан де (1567) — юрист и экономист, знаток Инкского права и экономики Империи Инков. Автор политико-экономического трактата «Губернаторство Перу», а также разработчик теорий «свободного рынка», «стоимости» и «справедливой цены».
- Поло де Ондегардо, Хуан (1572) — единственный юрист, давший правовую оценку Законам Инков (исходя из реалий Испанского имперского права второй трети XVI века), также подразделив многие законы инков на отрасли права. Многие доклады этого правоведа до сих пор находятся в рукописях (Национальная Библиотека Мадрида) и полностью не изданы.[6]
- Сармьенто де Гамбоа, Педро (1572) — знаменитый испанский путешественник и астроном, грамотно составивший генеалогию инков, где перечислил некоторые законы инков.[7]
- Молина, Кристобаль де (1575) — священник; в основном осветил законы религии и культа.[8]
- Акоста, Хосе де (1589) — являясь католическим миссионером и, одновременно, естествоиспытатель, не оставил в стороне ряд законов инков, описав их.[9]
- Блас Валера (до 1597) — похоже, привёл максимальное количество законов, бытовавших у Инков, но многие его работы утрачены, и частично попали в сводный по государству Инков исторический труд Гарсиласо де ла Веги.[10]
- Анонимный иезуит (1595?) — единственный автор (начало XVII века), собравший — предположительно на основе сведений или рукописи Бласа Валеры — вместе законы инков в виде некоего свода, подразделив их на статьи. Правда, хорошо видно, что в его свод попали не все законы, а лишь касавшиеся: языка, криминального и семейного права, управления.[11]
- Авила, Франсиско де (1608) — перуанский священник, собравший у местного населения (инки, кечуа, юнги, мочика) уникальные мифы в конце XVI — начале XVII веков в провинции Варочири, что неподалёку от Лимы, также включив ряд древних обычаев и законов.[12]
- Инка Гарсиласо де ла Вега (1609) — историк, составивший свою книгу из различных источников, и сам не сильно владел достоверной информацией о законах, поскольку к моменту написания своей книги жил в Испании далеко от родины Перу уже более 40 лет. У него законы не собраны вместе, а распределены по всему тексту в различных местах, но количество самих законов многочисленно.[13]
- Гуаман Пома де Айяла, Фелипе (1615) — в своей книге «Первая Новая Хроника и Доброе Правление» (1615) также не обошёл стороной некоторые законы инков.

и рядом других.

## Использование кипу для записи законов
Наиболее чётко о применении кипу в качестве свода Законов Инков сказано в «Докладах» вице-короля Мартина Энрикеса де Альманса. Так инкские судьи «прибегали к помощи знаков, имевшихся в кипу и… других, имевшихся на нескольких разноцветных досках, из чего разумели, какова была вина каждого преступника».

## Принципы
Основными принципами Инкского права были справедливость и чрезвычайная строгость наказания, как результат. В ряде случаев отмечаются законы настолько нетипичные для европейских моделей (особенно упомянутые Анонимным Иезуитом), что ставят их в отдельный ряд, как заслуживающих внимания исследователями: правоведами и историками.
Основные заповеди инков:

- Ama quellanquichu — Не ленись.
- Ama llullanquichu — Не лги.
- Ama suacunquichu — Не воруй.
- Ama huachocchucanqui — Не прелюбодействуй.
- Ama pictapas huanuchinquichu — Не убий.

## Законодатели
Главным законодателем, по андской традиции, являлся правитель Пачакутек Инка Юпанки, установивший многочисленные законы, и реформировавший старые.
Ряд известных законотворцев упомянут в книгах Фернандо де Монтесиноса.